# Adolf Glaßbrenner
Adolf Glaßbrenner na juventude
Vista da sepultura.
Adolf Glaßbrenner (Berlim, 27 de março de 1810 como Georg Adolph Theodor Glasbrenner – Berlim, 25 de setembro de 1876) foi um humorista e satirista alemão, “inventor do tipo peculiar e travesso, escritor do estilo Biedermeier de Berlim, até mesmo o pai da piada de Berlim”. Ele criou sua obra mais famosa de 1832 a 1850 com a série de publicações Berlim como ela é e — beba sob o pseudônimo de “Brennglas”. Um total de 32 números foram publicados em Berlim e Leipzig, alguns deles com caricaturas de Theodor Hosemann. Os folhetos Vida e Agitação do Belo Mundo de 1834 e A vida popular do berlinense de 1848 a 1851 tinham conteúdo semelhante.

## Vida e trabalho

### Origem e educação
Adolf Glaßbrenner nasceu na rua Leipziger, 31 na “Casa para o corcel voador.” Seus pais eram o mestre alfaiate Georg Peter Glasbrenner de 40 anos e Christiane Louise Juliane, de 29 anos, nascida Hopfe. Eles tiveram seu filho batizado em 18 de abril na Deutscher Dom em Gendarmenmarkt com o nome de Georg Adolph Theodor. Adolf tinha três irmãos: Julius, Hermann e Theodor.
Glaßbrenner frequentou o Ginásio Friedrich-Werdersche e conheceu Karl Gutzkow lá. Ele permaneceu amigo deste colega de escola durante toda sua vida, mesmo após ter abandonado o Ginásio. Como seu pai não pôde continuar financiando seus estudos em 1824, Adolf Glaßbrenner deixou a escola e começou um aprendizado comercial na loja de tecidos de seda Gabain na rua Breite.

### Política na revista

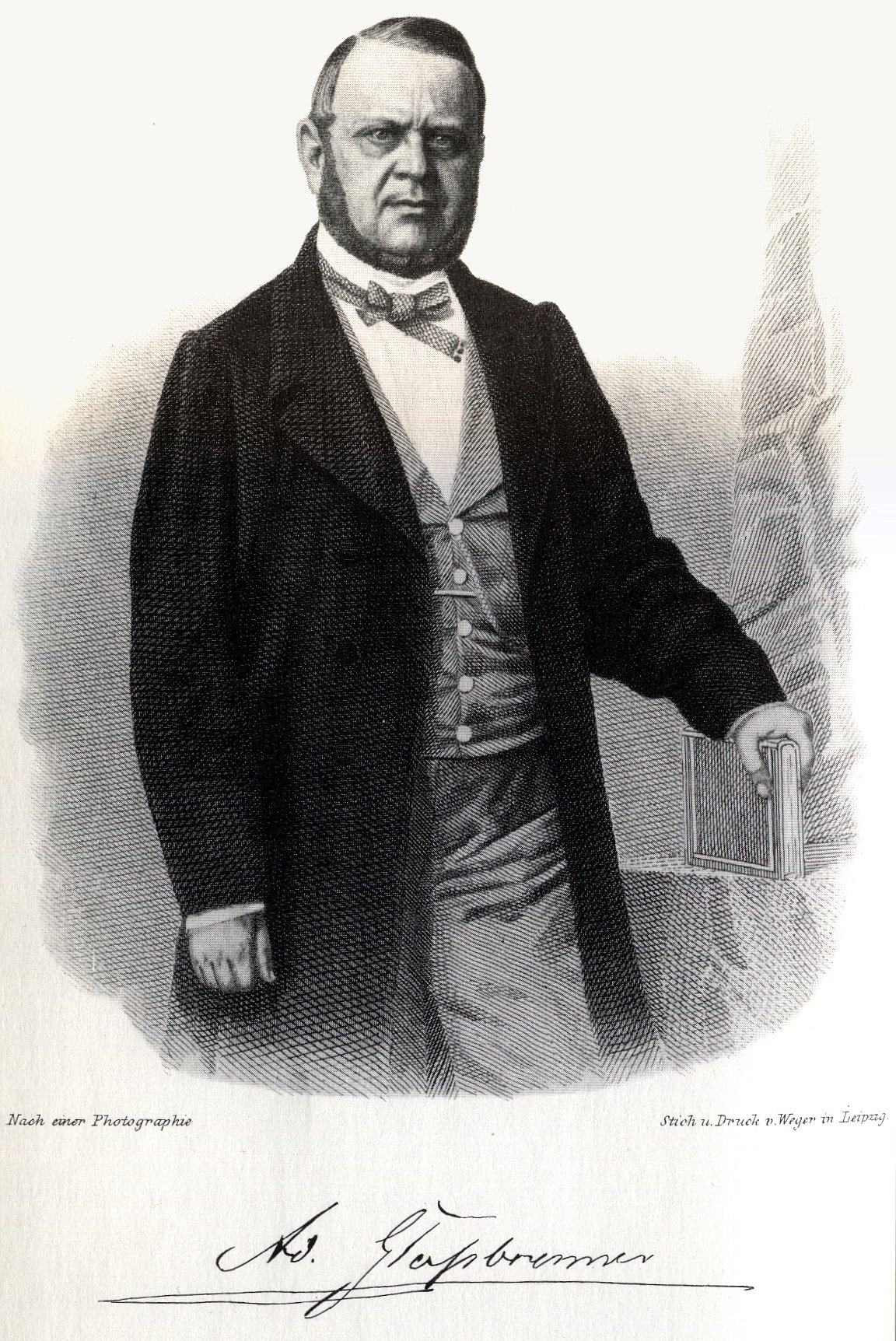
Gravura de Adolf Glaßbrenner com assinatura (ano desconhecido)

No verão de 1827, a primeira “Publikation” de Adolf Glaßbrenner foi publicada — para o Berliner Courier ele escreveu enigmas para a coluna “Damen-Sphynx” a partir daquela época. Seguiram-se vários trabalhos encomendados, principalmente obituários na forma de poemas. Em 1829, ele aproveitou a oportunidade para trabalhar na recém-fundada Berlin Eulenspiegel, que se posicionou contra a Prússia. Glaßbrenner publicou textos críticos sob o pseudônimo de Adolf Brennglas. Apesar de ter sido renomeada duas vezes, a revista foi proibida e, em 1830, ele decidiu se tornar jornalista e escritor freelance.
Em 3 de outubro de 1831, portanto, apresentou um pedido ao chefe de polícia em que pedia permissão para publicar sua própria revista; afirmando que não publicará nenhum conteúdo político no periódico. O pedido foi deferido e, a partir de janeiro de 1832, Adolf Glassbrenner foi o editor-chefe do Berliner Don Quixote — uma Revista de entretenimento para classes educadas. Foi publicada pela primeira vez duas vezes por semana, depois quatro vezes por semana. Glaßbrenner foi advertido repetidamente por alusões políticas e, finalmente, no final de 1833, foi proibido de exercer a atividade por cinco anos.
Ele então escreveu livros baratos de muito sucesso, a maioria dos quais foram publicados no dialeto de Berlim. Devido a sua sátira política e moral, Adolf Glassbrenner foi repetidamente censurado.

### No exílio
Após se casar com a atriz Adele Peroni em 15 de setembro de 1840, Glaßbrenner viveu em Neustrelitz no Grão-Ducado de Meclemburgo-Strelitz. Lá ele escreveu sua obra de maior sucesso Neuer Reineke Fuchs, banida imediatamente após a publicação, e a maior parte do livreto Berlin wie es ist und – trinkt. Ele foi um dos principais membros do Movimento Democrático em Neustrelitz durante a Revolução de Março de 1848–1849 e expulso do Grão-Ducado no outono de 1850. A partir de 1850 publicou revistas humorísticas em Hamburgo. Não retornou a Berlim até 1858 e publicou o Berliner Montagzeitung de 1868. Em 1869, ele entregou a editoria do jornal a Richard Schmidt-Cabanis, que continuou a dirigir o jornal após a morte de Glaßbrenner até 1883. Já em Berlim ingressou na Maçonaria. Em Hamburgo, tornou-se membro da Loja maçônica Zum Pelikan.

## Local da morte e sepultamento

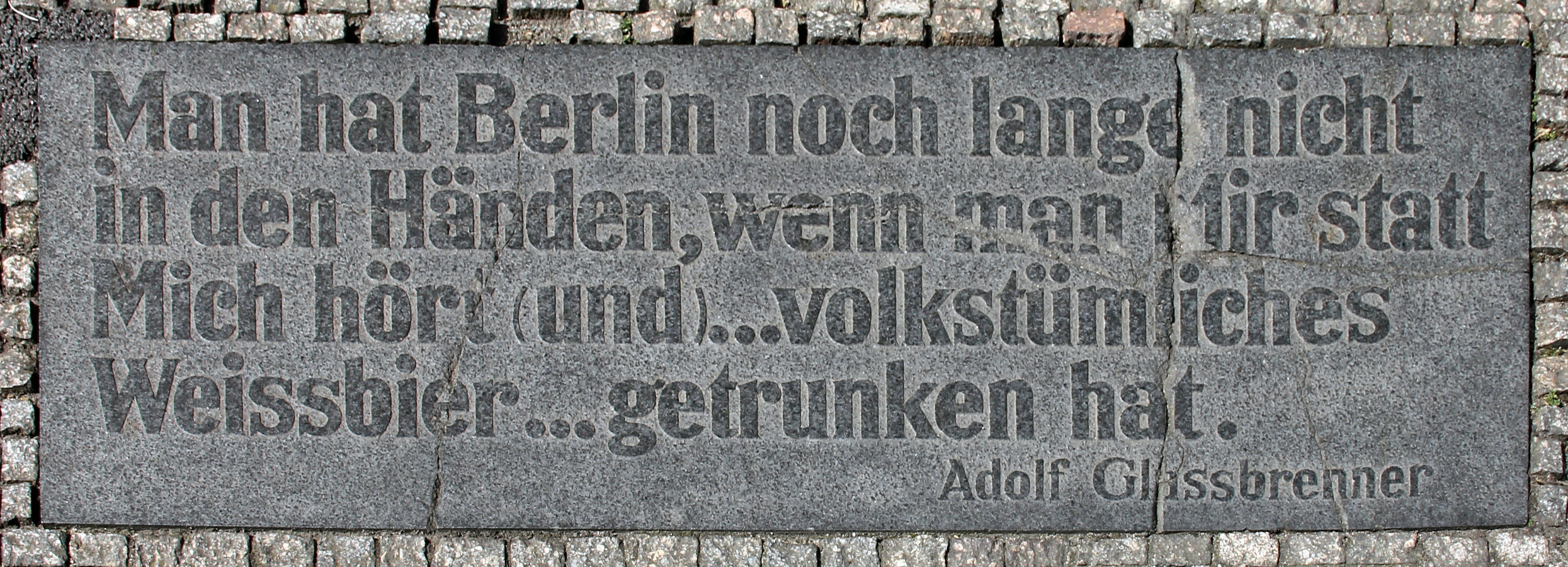
Placa comemorativa em Gendarmenmarkt, Berlin-Mitte

Adolf Glassbrenner morreu em Berlim em 1876, aos 66 anos. Seu túmulo está no Cemitério III das comunidades da Igreja de Jerusalém e Nova Comunidade da Igreja. Um obelisco feito de granito preto polido serve de lápide, na frente da qual está embutido um retrato, que apresenta o falecido de forma naturalista em vista frontal. Sua esposa Adele Glaßbrenner-Peroni foi sepultada ao lado de Glaßbrenner em 1895, mas seu túmulo separado foi removido em 1928. Sua lápide de mármore em forma de coração com ramos de rosa e louro como decoração de borda está agora anexada à base do monumento de seu marido.
Por decisão do Senado de Berlim, o local de descanso final de Adolf Glaßbrenner (túmulo 312-17-20/21) foi dedicado como sepultura honorária do Estado de Berlim desde 1952. A dedicação foi prorrogada em 2016 pelo período agora habitual de vinte anos.

## Trabalhos selecionados
- Berlin wie es ist und – trinkt. 30 números, 1832–1850, publicado em Berlim e Leipzig (alguns com capas de Theodor Hosemann)
- Aus den Papieren eines Hingerichteten, 1834
- Bilder und Träume aus Wien, 1836
- Deutsches Liederbuch, 1837
- Buntes Berlin. 14 números, 1837–1853
- Aus dem Leben eines Gespenstes, 1838
- Berliner Erzählungen und Lebensbilder, 1838
- Herr Buffey in der Berliner Kunstausstellung, 4 volumes, 1838/39
- Die Berliner Gewerbe-Ausstellung, 1844
- Verbotene Lieder, (poesias), 1844
- Neuer Reineke Fuchs, 1846
- Lustiger Volks-Kalender, 1846–1867
- März-Almanach, 1849
- Kaspar der Mensch, 1850 (comédia)
- Lachende Kinder, 1850
- Xenien der Gegenwart, Hamburgo 1850 (com Daniel Sanders;  versão digitalizada)
- Lustige Fibel, 1850
- Die Insel Marzipan -- Ein Kindermärchen, 1851 (Texto e leitura)
- Gedichte, 1851
- Komische Tausend und Eine Nacht, 1854
- Sprechende Thiere, 1854
- Die verkehrte Welt, 1855 (poesia)
- Humoristische Plauderstunden, 1855

### Edições póstumas
- Unsterblicher Volkswitz, volume 2, editor Klaus Gysi e Kurt Böttcher, com ilustrações de Theodor Hosemann, Carl Reinhardt, Adolf Schroedter, Wilhelm Scholz e Gustav Heil, editora Das neue Berlin, Berlim W8 1954[7]
- “Dedication an Apollo” und andere Narrentexte 1847–1853. Editor Olaf Briese, Bielefeld: Aisthesis 2006 (AISTHESIS Archiv 7). ISBN/EAN: 978-3-89528-568-4.
- Rindviecher, Bauchredner und Großherzöge. Berichte aus der Residenz Neustrelitz 1840-1848/49. editor e comentários de Olaf Briese. Bielefeld: Aisthesis 2010 (AISTHESIS Archiv 15 zugleich Vormärz-Studien XIX).[8]
- Eine Fahrt nach Oranienburg. Feuilleton-Erzählung. Mit anderen neuentdeckten Beiträgen zum ‚Freimüthigen‘ (1839). Editado com um prefácio e um comentário por Peter Sprengel, Bielefeld 2019 (= AISTHESIS Archiv 21). ISBN 978-3-84981-337-6

## Recepção
Em 1955, a Deutsche Film AG (DEFA), uma empresa cinematográfica estatal e verticalmente integrada da Alemanha Oriental, com sede em Potsdam-Babelsberg, fez o filme Ein Polterabend, que trata de seu amor e casamento com Adele Peroni.
A frase “a ferrovia mais alta”, significando “É (muito) urgente”, algo é muito urgente, remonta a Glaßbrenner. Uma cena bem-humorada intitulada “Um pedido de casamento na Niederwallstraße” é sobre um carteiro distraído chamado Bornike. Ele sempre fala fora de ordem e confunde várias palavras em suas frases. Quando quer pedir ao futuro sogro a mão de sua filha em casamento, ele expressa sua alegria com o consentimento dela: “Essa filha é suficiente, vou me casar com o dote dela”. Pouco depois, ele sai apressado, esquecendo-se de que a correspondência que deveria entregar já havia chegado há muito tempo de trem. Em sua pressa, ele se desculpa dizendo: “Meu Deus, Leipzig! [...] É a ferrovia mais alta, o tempo chegou há três horas."